# Ngaere
Le village de Ngaere est une localité de la région de Taranaki, située de l'Île du Nord de la Nouvelle-Zélande.

## Situation
Elle est localisée le long du trajet de la route State Highway 3 (en), à 4 kilomètres soit (2,5 miles) au sud de la ville de Stratford ,.

## Toponymie
Elle avait été nommée Ngaere , qui étaient orthographiés Ngaire ou Nyree.
Il y a d'autres variations, mais les Maori l'écrivent "Ngaere."
Le nom  "Ngaere" signifie littéralement  « marais» ("swamp" en anglais), et avant son peuplement, la zone était formée par une grande et très ancienne zone humide.
Pendant un certain temps, le nom fut prononcé "Ngaire", mais il fut changé pour sa prononciation en langage  Maori en 1909.

## Légendes locales
La légende Maori dit que le marais de Ngaere fut formé quand le Mt. Taranaki s'arrêta et pleura sur sa position actuelle, mais la plupart des marécages ont été drainées au début du XXe siècle pour les besoins des fermes laitières.

## Installations
"Ngaere Gardens", qui autrefois a abrité une ménagerie avec des animaux exotiques, fut un lieu de pique-nique populaire pour les familles du début du XXe siècle.
Plusieurs tentatives pour ressusciter le jardin public n’ont pas réussi à aboutir.
Le jardin a maintenant été supprimé et tout ce qu’il en reste est un grand lac et de nombreux grands arbres exotiques.
Un autre élément du paysage, fameux dans l’ensemble de la Nouvelle-Zélande, est l’usine de produits laitiers de Ngaere ( «Ngaere Dairy Factory») fondée en 1914.
Elle a sa propre marque de fromage appelé "Triumph".
Depuis sa fermeture au milieu des années 1970, l’usine a été utilisée pour de nombreux usages: une usine de fabrication de vêtements, une arène de cricket indoor, une scène de «Rave party/ rave dance » et actuellement une scierie.
Ngaere avait autrefois une station-service, qui a fermé dans les années 1990.
Le bâtiment a eu aussi eu une grande variété d’utilisation comme boutique de brasserie et un magasin de santé.
C’est actuellement un magasin de réparation de motos.
"Fred's Place" est bien connu pour ses antiquités.

## Éducation
L'école de Ngaere School est une école mixte, primaire, (allant de l'année 1 à 8) avec un taux de décile de 8 et un effectif de 138 élèves. L'école fut fondée en 1882.

## Autres lectures

### Travaux historiques généraux
- (en) Claude Carncross, Ngaere School, 1882-1957: livre de souvenirs: une histoire de l'école et du district, Ngaere, [N.Z.] ; Eltham, [N.Z.], 75th Jubilee Committee; Eltham Argus, 1957

- (en) Alison Robinson, The Ngaere story, Ngaere, [N.Z.] ; New Plymouth, [N.Z.], Ngaere Centennial Committee ; Taranaki Newspapers, 1982

- (en) Alison Robinson, Finnerty Road School and the Lowgarth district, Lowgarth, [N.Z.], Finnerty Road School 75th Jubilee Committee, 1992

### Histoire du commerce
- L'enregistrement du New Plymouth Sash and Door Factory and Timber Company (qui  avait une scierie dans Ngaere) peut être trouvé dans (en) « Puke Ariki ».

Un résumé de cette présentation peut être vu dans (en) « New Plymouth Sash and Door Factory and Timber Company (C148) » (consulté le 10 janvier 2008)
- Légèrement en rapport avec ci-dessus (en ce que cela implique une scierie) sont les lettres dissidentes des résidents de Cheal et Windsor Roads par rapport au train, qui fonctionnait au niveau de Inglewood et de son Ngaire Sawmills.

Ces lettres datent de 1897. Voir (en) « Stratford County Council (ARC2003-853) » [//vernon.npdc.govt.nz /collection/results.do?view=detail archive du 14 octobre 2008] (consulté le 7 février 2008).
- (en) Ngaire (Ngaere) Co-operative Dairy Factory Co., Ltd., Triumph, Ngaire (Ngaere) Co-operative Dairy Factory Co., Ltd., 1893-1953, cheese, Eltham, [N.Z.], Eltham Argus, 1953.

- Dessins Architecturaux pour un curing room et accommodation house pour les compagnies sus jacente sont abritées dans (en) « Puke Ariki » dans New Plymouth.

Ils datent de 1929. Voir « Ngaire Co-operative Dairy Company Limited (ARC2003-1031) » [[https: //web.archive.org/web/20081014155202/http://vernon.npdc.govt.nz/collection/results.do?view =detail archive]] (consulté le 7 février 2008).

### Personnalités
- Certains des papiers d' Alistair et Mary Dickson sont contenus dans (en) « Puke Ariki » dans  New Plymouth.

Les Dicksons exerçaient dans une ferme dans le district de Ngaere dans les années 1920 et 1930. Voir (en) « Dickson, Alistair and Mary (ARC2002-216) »(Archive.org • Wikiwix • Archive.is • Google • Que faire ?) (consulté le 7 février 2008)
- (en) Cyril Betteridge, De l’esclavage à la liberté: une collection d’histoires : recueillies et rassemblées en un seul volume qui fait le portrait des Pioneers en relation avec le clan des Johnson et Betteridge, New Plymouth, [N.Z.], Cyril Betteridge, 1999

- L'interview oral par l'historien Alison Robinson de Bruce et Jenny Clarke en 1992. Ils parlent de leur ferme, Jenny's exerçait comme enseignant (à l'école de  Finnerty Road ), et du district en général. L'interview s’est tenu dans (en) « Puke Ariki » à New Plymouth. Voir (en) « Clarke, Bruce and Jenny », ARC2002-390, sur Puke Ariki Collection Online (consulté le 27 décembre 2022)

- L'interview oral par l'historien Alison Robinson de Alf Willan en 1992.

Ils parlent à propos du district, Lowgarth, et la 'Lowgarth dairy co-operative (qui plus tard fut fusionné avec  la Ngaere Co-operative Dairy Company) . L'interview est disponible dans « Puke Ariki » à  New Plymouth. Voir (en) « Willan, Alf S. », ARC2002-377, sur Puke Ariki Collection Online (consulté le 27 décembre 2022)
- Un manuscrit typé rédigé par le fermier local Henry Arthur Wood (1873-1956) faisant la chronique de sa femme, drainant et cultivant des terrains marécageux dans le district de Ngaere.

Ce document est disponible dans (en) « Puke Ariki » à New Plymouth. Voir (en) « Henry Wood », ARC2002-412, sur Puke Ariki Collection Online (consulté le 27 décembre 2022)

### Écoles
- (en) Claude Carncross, Ngaere School, 1882-1957: souvenir booklet: a history of the school and district, Ngaere, [N.Z.] ; Eltham, [N.Z.], 75th Jubilee Committee ; Eltham Argus, 1957
- (en) Alison Robinson, Finnerty Road School and the Lowgarth district, Lowgarth, [N.Z.], Finnerty Road School 75th Jubilee Committee, 1992.

- L’historien oral  Alison Robinson interview Jenny Clarke en  1992. Jenny parle de son expérience comme instituteurs  (à l'école de Finnerty Road). (en) « Clarke, Bruce and Jenny », ARC2002-390, sur Puke Ariki Collection Online (consulté le 27 décembre 2022)

- New Zealand Gazetteer